# NGC 5879
NGC 5879 is een spiraalvormig sterrenstelsel in het sterrenbeeld Draak. Het hemelobject werd op 5 mei 1788 ontdekt door de Duits-Britse astronoom William Herschel.

## Synoniemen
- UGC 9753
- MCG 10-22-1
- ZWG 297.4
- IRAS 15084+5711
- PGC 54117